# Piratyn
Piratyn – wieś na Ukrainie w rejonie lwowskim (wcześniej w rejonie żółkiewskim) należącym do obwodu lwowskiego.